# Square René-Le Gall
Square René-Le Gall je square v Paříži ve 13. obvodu. Jeho rozloha činí 32 213 m2. Square bylo založeno v roce 1938. Bylo pojmenováno podle Reného Le Galla, komunistického radního popraveného nacisty v roce 1942. Od roku 1997 je chráněno jako historická památka.

## Umístění
Park vymezují ulice Rue Émile-Deslandres na severu, Rue Croulebarbe na východě, Rue Corvisart na jihu a Lycée Rodin na západě. Hlavní vstup vede z Place de la Bergère-d'Ivry, boční vstupy se nacházejí na Rue Croulebarbe, Rue Berbier-du-Mets, Rue Émile-Deslandres a Rue des Cordelières.

## Historie
Square vystavěl architekt Jean-Charles Moreux v neoklasicistním stylu v roce 1938 na bývalém ramenu řeky Bièvre. Jižní část zabíraly malé zahrady dělníků z manufaktury Gobelins. Jeho severní část byla zanedbanou dělnickou čtvrtí koželuhů pracujících na březích řeky Bièvre. Tato čtvrť byla ve 30. letech 20. století asanována.
Dne 7. března 1942 byl René Le Gall, komunistický radní z 13. obvodu, zastřelen nacisty v Clairvaux jako pomsta za útoky v Dijonu 28. prosince 1941 a 10. ledna 1942. Krátce po osvobození bylo square přejmenováno na jeho počest.
V roce 1981 bylo square zvětšeno o 5000 m2 a v roce 1993 o dalších 1500 m2. Přitom byl instalován umělý potok. Dne 8. dubna 1997 bylo square zapsáno mezi historické památky. Od roku 2011 funguje v parku komunitní zahrada.

## Vybavení
Parkem protéká umělý potok, představující tok řeky Bièvre. V parku také roste památný strom – jírovec maďal, zasazený v roce 1894.